# John Vernon
John Vernon (născut Adolphus Raymondus Vernon Agopsowicz), (n. 24 februarie 1932, Zehner⁠(d), Saskatchewan, Canada – d. 1 februarie 2005, Los Angeles, California, SUA) a fost un actor canadian de film și de televiziune.

## Filmografie (selecție)
- 1956 1984, regia Michael Anderson : Big Brother (nemenționat)
- 1964 Nobody Waved Good-bye : Lot Supervisor
- 1967 Point Blank : Mal Reese
- 1968 Bonanza (film TV) : Yonder Man
- 1969 Justine : Nessim
- 1969 Tell Them Willie Boy Is Here : George Hacker
- 1969 Topaz : Rico Parra

- 1971 One More Train to Rob : Timothy Xavier Nolan
- 1971 Face-Off : Fred Wares
- 1971 Inspectorul Harry (Dirty Harry), regia Don Siegel : The Mayor
- 1971 Bearcats! : Jason Ryker in episode 1, "The Devil Wears Armor"
- 1972 Journey : Boulder Allin
- 1972 Ultimele șase minute (Fear Is the Key), regia Michael Tuchner
- 1972–1975 Cannon, 2x14 Hard Rock Roller Coaster, 3x07 Night Flight To Murder, 4x19 The Set Up, 5x13/14 The Star
- 1973 Charley Varrick : Maynard Boyle
- 1974 The Questor Tapes, regia Richard A. Colla : Geoffrey Darrow
- 1974 Sweet Movie : Aristote Alplanalpe, a.k.a. M. Kapital
- 1974 Șapte zile de coșmar (The Black Windmill), regia Don Siegel : McKee
- 1974 W : Arnie Felson
- 1975 Inspectorul Brannigan (Brannigan), regia Douglas Hickox : Larkin
- 1975 Swiss Family Robinson : Charles Forsythe
- 1976 The Outlaw Josey Wales : Fletcher
- 1976 Drum (scenes deleted)
- 1977 A Special Day : Emanuele, the husband of Antonietta
- 1977 The Uncanny : Pomeroy (segment "Hollywood 1936")
- 1978 Angela : Ben Kincaid
- 1977 Golden Rendezvous : Luis Carreras
- 1978 National Lampoon's Animal House : Dean Vernon Wormer

- 1980 It Rained All Night the Day I Left : Killian
- 1980 Fantastica : Jim McPherson
- 1980 Herbie Goes Bananas : Prindle
- 1981 The Kinky Coaches and the Pom Pom Pussycats : Coach 'Bulldog' Malone
- 1982 Avionul buclucaș II: Continuarea (Airplane II: The Sequel), regia Ken Finkleman : Dr. Stone
- 1983 Curtains : Jonathan Stryker
- 1983 Chained Heat : Warden Bacman
- 1984 The Blood of Others : Charles
- 1984 Jungle Warriors : Vito Mastranga
- 1984 Savage Streets : Principal Underwood
- 1985 Fraternity Vacation : Chief Ferret
- 1985 Doin' Time : Big Mac
- 1986 Rat Tales
- 1987 Terminal Exposure : Mr. Karrothers
- 1987 Ernest Goes to Camp : Sherman Krader
- 1987 Blue Monkey : Roger Levering
- 1988 Dixie Lanes : Elmer Sinclair
- 1988 Clovnii ucigași - Killer Klowns from Outer Space, regia Stephen Chiodo : Curtis Mooney
- 1988 Deadly Stranger : Mr. Mitchell
- 1988 Ostaticii (Office Party), regia George Mihalka : Mayor
- 1988 I'm Gonna Git You Sucka : Mr. Big
- 1989 Afganistan - The last war bus (L'ultimo bus di guerra) : Ken Ross
- 1989 Mob Story : Don "Luce" Luciano

- 1990 Object of Desire
- 1992 The Naked Truth : Von Bulo
- 1995 Malicious : Detective Pronzini
- 1995 The Gnomes' Great Adventure : Omar / Master Ghost (voce)
- 2000 Stageghost : Slim
- 2002 Sorority Boys : Old Man
- 2002 Welcome to America : Det. Golding